# Elaphoglossum beauverdii
Elaphoglossum beauverdii là một loài dương xỉ trong họ Dryopteridaceae. Loài này được Damazio mô tả khoa học đầu tiên năm 1914.
Danh pháp khoa học của loài này chưa được làm sáng tỏ. 